# 柏木菜々
柏木 菜々（かしわぎ なな、1986年12月2日 - ）は、日本のライター、モデル、食べシエール。
本名不明。愛称は、ななちゃん・なーたん。
東京都台東区出身。元パティシエ、現在は≪食のimabariブランド推進委員≫に所属。
グルメライターやラジオDJ、モデルとしても活動。
身長165cm、O型。明治大学卒業。

## 人物・エピソード
- 1986年12月2日に浅草(東京都台東区)で生まれる。
- 豆柴を飼っており、愛称はぼら。[4]
- 趣味・特技は神社仏閣巡り・食べ歩き、ロードバイク、空手、手相占い[5]。他、競馬[6]やお酒[7]が好きで、歌舞伎に関しては知人の歌舞伎俳優坂東彌十郎を通じて楽屋裏体験も行っている。[8]
- 2007年に、映画パッチギ! LOVE&PEACEにて映像デビュー。
- 大学卒業後、専門学校に通いパティシエになるが慢性的な腰の怪我により退職。その後、OLをしながらイベントコンパニオンを始める。
- 2014年にフジテレビのドラマ・ディアシスターにて、女優の石原さとみと共演している。[9]
- 2015年8月ライターデビュー。[10]
- 2014年9月に東京都内を中心に活動するアイドルグループサブガールの研究生・プレサブガールとして活動開始。[11]
- 2016年12月からは≪ぐるなびレッツエンジョイ東京≫にも寄稿。[12]
- 光文社発行の写真週刊誌FLASHのグラビア争奪バトルのセカンド進出を果たしている。[13]
- 2016年の東京オートサロンではGOODYEARブースに出演。同年行われたコンパニオンランキングでTOP30入りし、同ブース内1位を獲得する。[14]。
- 2016年9月にイベントコンパニオンを引退。[15]
- 2017年から≪食のimabariブランド推進委員≫として活動。
- アンジャッシュの渡部建や大食いタレントのロシアン佐藤など食と関連が深い著名人と親交がある。[16][17]
- 韓国のアイドルグループ、BIGBANGのファンであることを公言している。[18]

## 活動期間
- 2007-(映画)
- 2011-2016(イベントコンパニオン)
- 2011-(ドラマ)
- 2014-(モデル・グラビア)
- 2015-(ライター)

## 出演

### CM
- NEC Lavieチャレンジ編
- Xperia
- 花王Ban

### ドラマ
- EX ドクターX 間接介助役
- CX ハニートラップ 大学生役
- お客様は王様かよ 再現VTRファン役
- カスペ 桜金造SP 再現VTRキャバ嬢役
- ディアシスター スケートボーダー役
- TX 東京トイボックス メイド役
- NTV 恋するイヴ 保母さん役
- 花咲舞が黙ってない 銀行員役
- デスノート クラスメイト役
- NHK 聖女 受験生役

### 映画
- 2ちゃんねるの呪い 幽霊役、被害者C役
- 彼女との上手な別れ方 女性カップル役
- パッチギ！LOVE＆PEACE 親子連れ母親役
- ゲームセンターCX　中学生役

### バラエティ
- NTV 愛され女と独身有田

### WEBモデル
- 美女十色
- 眼鏡美人
- スイーツセレクション
- 魔法のニースト

### 通販番組モデル
- ペディプロデラックス
- ブランチショッピング
- いいものプレミアム

### パチンコイメージガール
- 出ちゃうガール
- pandaギャル

### コンパニオン
- 東京ゲームショウ
- 東京モーターショー
- 東京オートサロン
- 各種展示会

### その他
- ブライダルモデル
- 着付モデル
- ファッション誌スナップ
- サロンモデル